# Teemu Salo
Teemu Salo (* 11. Februar 1974 in Hyvinkää) ist ein finnischer Curler.
Salos erste Medaille auf internationaler Ebene war eine Goldmedaille bei der Mixed-Europameisterschaft 2005 in Andorra, als er auf der Position Second im finnischen Team spielte. 
Als Lead spielte Salo bei den Olympischen Winterspielen 2006 in Turin im Team Finnland mit Skip Markku Uusipaavalniemi, Third Wille Mäkelä, Second Kalle Kiiskinen und Alternate Jani Sullanmaa. Hier erreichte die Mannschaft das Finale, das man mit 4:10 gegen die Mannschaft von Skip Brad Gushue aus Kanada verlor.